# Léonard Ohn
Léonard Ohn, né le 14 juillet 1872 à Hadimont, commune de Verviers depuis 1930, et mort à Verviers, le 31 décembre 1967, est un travailleur du bois, socialiste, syndicaliste et sénateur belge. 

## Biographie
Fils d'un menuisier, c'est le troisième enfant d'une fratrie de quatre, issu d'une famille germanophone. Il reprend l'atelier familial avec un de ses frères après la mort de ses parents. En 1891, Léonard Ohn obtient la nationalité belge. Il milite dans les jeunesses du Parti Ouvrier Belge et dirige une coopérative. Il publie, dans le journal Le Travail, des chroniques sur le socialisme. Il préside le syndicat des ouvriers du bâtiment, de l’ameublement et des industries diverses. Il est secrétaire de la Fédération socialiste verviétoise de 1921 à 1930, puis échevin des Travaux publics à Verviers en 1930. Il est président de la Fédération (1938-1950). 
Syndicaliste, il fonde et préside, de 1920 à 1926, la Centrale du bâtiment, de l’ameublement et des industries diverses de la région de Verviers. Il est élu conseiller communal à Verviers en 1926, puis échevin des travaux publics (1930-1933), échevin de l'instruction publique (1939-1946). Il reste au Conseil communal jusqu'en 1952. 
Sénateur, il remplace Louis Pirard, et siège de 1927 à 1949. Il défend l'hygiène public et l'aménagement du réseau routier. Il prend position pour les allocations familiales, la réparation des dommages causés par les accidents du travail, l'égalité dans les pensions de vieillesse et une inspection du travail plus stricte pour faire appliquer la loi des huit heures. À la fin de la Seconde Guerre mondiale, il appartient au Comité clandestin de la Fédération socialiste verviétoise. Il contribue à la reconstruction du parti socialiste à Verviers. Membre de l’Union coopérative, il en est commissaire (1925-1954) et président (1932-1942). 
En 1950, il se retire de la vie politique. Il est officier de l’Ordre de Léopold en février 1946. Il se marie en 1905 et a une fille. 

## Sources
- Le Travail, 31 janvier 1946 ; 17 septembre 1962 ; 2 janvier 1968